# Felix Cornicula

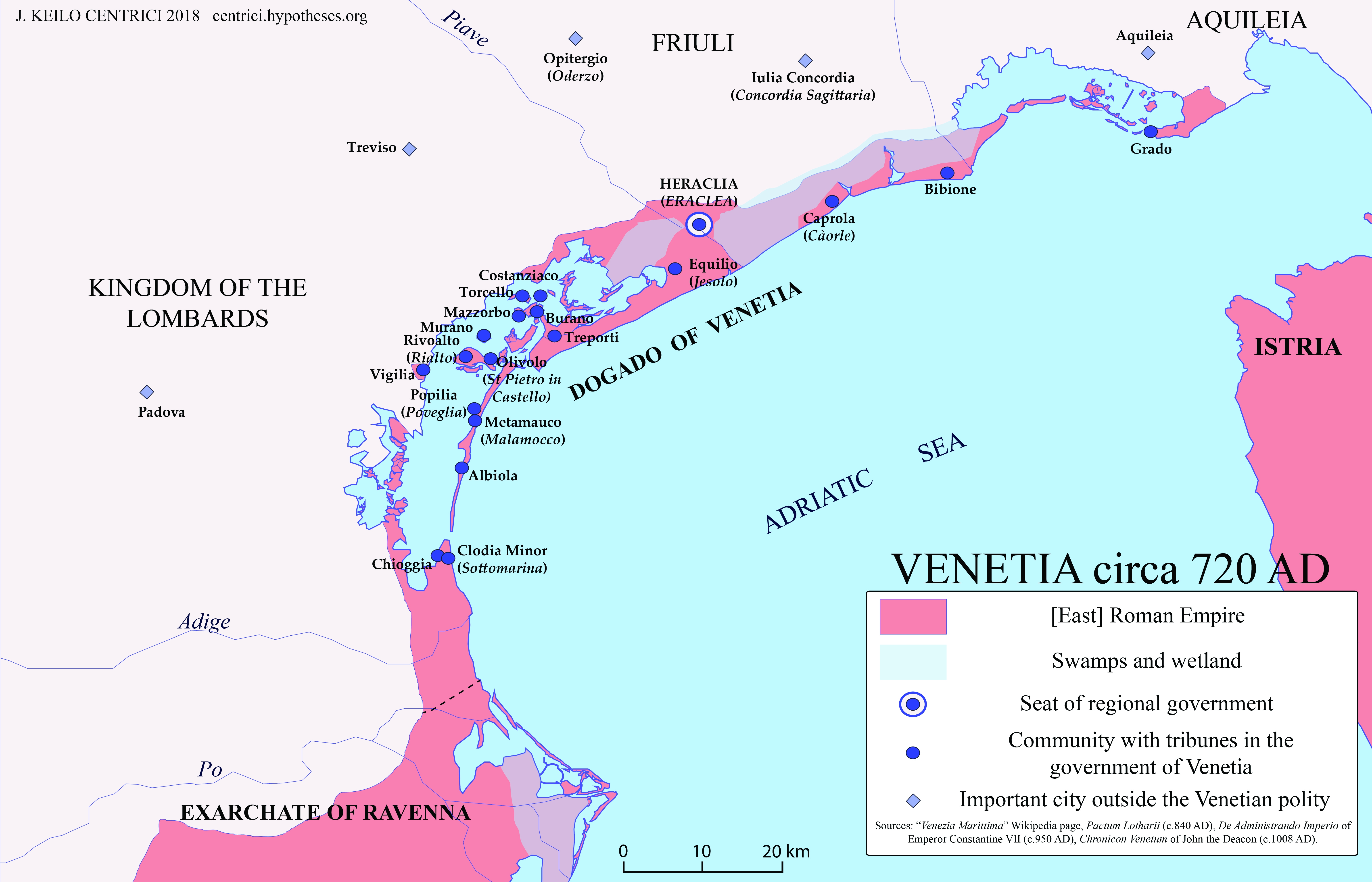
Einflussbereich des Byzantinischen Reiches und Venedigs im Gebiet um die nördliche Adria gegen 720

Felix Cornicula, häufig auch Felice Cornicola, war nach der venezianischen Tradition der zweite der insgesamt fünf Magistri militum, die nach der Ermordung des Dogen Orso Ipato, in den Jahren von 737 bis 742 also, die Siedlungen in der Lagune von Venedig für je ein Jahr regierten. Felix Cornicula war als zweiter dieser Magistri, wenn man dieser Tradition folgt, von 738 bis 739 im Amt. Der Todesort ist nicht bekannt, als Herkunftsort wird gelegentlich Comacchio genannt. Die dazugehörigen Zeitpunkte sind unbekannt. Sein Vorgänger war Dominicus Leo. Sein Nachfolger war der Sohn des ermordeten Dogen Orso Ipato, Diodato, der als Nachfolger des Felix Cornicula ein oder zwei Jahre als Magister fungierte, dann aber von 742 bis 755 als Doge. Ihn hatte, folgt man der Chronik des Dogen Andrea Dandolo, Felix aus der Verbannung zurückgeholt. Möglicherweise fand in der Amtszeit des Felix Cornicula die Rückeroberung Ravennas von den Langobarden durch eine venezianische Flotte statt. Diese Eroberung wird inzwischen in den Herbst 739 datiert.

## Datierungsversuche und venezianische Historiographie
Die traditionelle Datierung aller frühmittelalterlichen Regierungszeiten beruht weitgehend auf Festsetzungen, die auf die Chronik des Dogen Andrea Dandolo zurückgehen, und damit auf die mehr als ein halbes Jahrtausend jüngere, staatlich kontrollierte Historiographie Venedigs. Entsprechend den Auffassungen des 14. Jahrhunderts schrieb sie alle wesentlichen Leistungen den Dogen zu, während die fünf Jahre der Magistri nebulös blieben, und gleichsam als fehlgeschlagenes politisches Experiment galten. Immerhin räumt Andrea Dandolo ein, dass der bescheidene und friedvolle Felix eine Beruhigung der politischen Verhältnisse gelang, und dass er den verbannten Deusdedit zurückholen ließ: „Hic vir humilis et pacificus Venetos discordes ad concordiam revocavit; et Deusdedit, occissi ducis filium, quem occissores exulaverant, repatriare fecit.“
Die Frage, ob das kurzlebige Amt eine Dominanz des oströmischen Kaiserreiches in der Lagune anzeigt, oder im Gegenteil, für eine Rebellion der dominierenden Familien in der Lagune spricht, wird seit langem diskutiert. Im Zentrum der Forschung steht dabei die nunmehr in das Jahr 739 verlegte Rückeroberung des oströmischen Ravenna von den Langobarden durch eine venezianische Flotte, die damit nicht, wie in der besagten Tradition angenommen, in die Regierungszeit des Dogen Orso Ipato fällt, sondern in diejenige eines der Magistri militum.

Gebiete des Oströmisch-byzantinischen Reiches und des Langobardenreiches in Italien um 744

Die venezianische Historiographie, die ab dem 14. Jahrhundert ganz überwiegend auf dem Werk des Dogen Andrea Dandolo aufbaute, sah den Kampf um Ravenna vor dem Hintergrund des als ausgesprochen fundamental wahrgenommenen Bilderstreits und des „nationalen Widerstands“ der Italiener gegen die byzantinische Fremdherrschaft als zentral wahr. Dies machte aus dem venezianischen Flotteneinsatz geradezu einen Wendepunkt in der Geschichte Venedigs, wenn nicht des Mittelmeerraumes. Einerseits konnte die Republik Venedig als Retterin von Byzanz und zugleich des Papstes umgedeutet werden, der im Streit mit den byzantinischen Bilderstürmern stand. Andererseits erhielt die Stadt (zu dieser Zeit noch die verschiedenen Orte der Lagune) damit im Byzantinischen Reich erstmals Handelsprivilegien und die Herrschaft über die Adria – eine Ausrichtung, die gleichsam bereits auf Enrico Dandolo verwies, unter dessen Führung die byzantinische Hauptstadt Konstantinopel 1204 erobert wurde.

## Unsichere zeitliche Einordnung, Gründe für die Abschaffung des Dogenamts
Wie bei seinen Vorgängern, so wichen auch bei Felix Cornicula seit jeher die Angaben über seine Regierungszeit stark voneinander ab. Marco Guazzo verschweigt das Amt in seiner 1553 erschienenen Cronica vollständig. Nach „Orso Ipato terzo doge di Venezia“, der nach ihm im Jahr 721 zum Dogen gemacht worden sei und neun Jahre im Amt verbracht habe, sei Venedig sechs Jahre lang (also von 730 bis 736) ohne Dogen gewesen „reggendosi per altri magistrati,& uffici“. Die Lagune habe sich also selbst durch andere Magistrate und Ämter regiert. Daraus lässt sich folgern, dass Felix Cornicula von 732 bis 733 Magister militum gewesen sein müsste. Michele Zappullo setzt im Jahr 1609 in seinem Sommario istorico das Todesjahr Orsos hingegen auf 729 fest, was dem besagten Magister eine Regierungszeit von 730 bis 731 zuweisen lässt.
Doch bei der Datierung war die Unsicherheit größer, als diese vergleichsweise nahe beieinander liegenden Zeitangaben glauben machen. So schrieb 1687 Jacob von Sandrart in seinem Werk Kurtze und vermehrte Beschreibung Von Dem Ursprung / Aufnehmen / Gebiete / und Regierung der Weltberühmten Republick Venedig zwar, dass Orso 726 „erwehlet“ und nach elf Jahren ermordet worden sei, doch ergänzt er zum Todesjahr: „Dieses wird von andern in das 680. Jahr gesetzet.“ Diese Unsicherheit in der Datierung erscheint auch andernorts. Noch in Band 23 der von Lodovico Antonio Muratori herausgegebenen Quellenreihe Rerum Italicarum Scriptores wird berichtet, Orso sei 711 gewählt worden. Im Gegensatz dazu erwähnt schon Samuel von Pufendorf (1632–1694) das Jahr 737 als Ende von Orsos Herrschaft, womit er die weiter oben genannte traditionelle Datierung übernahm.

## Urteile über Felix Corniculas Amtsführung

### Bis zum Ende der Republik Venedig (1797)
Heinrich Kellner erklärt in seiner 1574 erschienenen Chronica das ist Warhaffte eigentliche vnd kurtze Beschreibung, aller Hertzogen zu Venedig Leben setzten die Streitparteien in Malamocco, so Kellners lakonische Begründung, „dann sie damals kein lust mer zu eim Hertzogen hatten/darumb wehleten sie in der Gemein ein Kriegsobersten/welcher das Regiment und alle Verwaltung hatt / aber diesen Befelch trug einer dann nicht lenger dann ein jar.“ Nach dem ersten „Kriegsobersten“ heißt es lapidar: „Nach im Felix Cornicula“ – offenbar war über ihn nichts bekannt. Insgesamt kommt er zum Urteil, nach fünf Jahren habe das „unglückhafftig Ampt oder Regiment der Kriegsobersten“ geendet und so „kam die Statt wider unter das Regiment der Hertzogen“. Insgesamt suggeriert er, die Magistri seien nicht in der Lage gewesen, den Streit in der Lagune zu schlichten, so dass die Bewohner der drei streitenden Städte Heracleia, Iesolo und Equilio nach der Schlacht im „Canal Arco“ ihre Städte verließen und „zogen anderß wohin“.
In der Historia Veneta des Alessandro Maria Vianoli von 1680, die ins Deutsche übersetzt unter dem Titel Der Venetianischen Hertzogen Leben / Regierung, und Absterben 1686 erschien, hieß der zweite Magister „Felix Cornicula“ und nach der Übersetzung war sein Titel „Meister der Ritterschaft“ (S. 42). Vianoli glaubt, der „Meister“, der nach ihm im Jahr 738 ins Amt kam, habe „Theodat Ipatum,deß letztern Hertzogs Ursi Sohn / wiederum in sein Vatterland beruffen“ und „mit allgemeinem Freuden-Geschrei“ habe dieser Theodat „deß Comacchini Stelle/ wie ihn etliche nennen/ im Jahr 738. betretten“. Demnach war Felix Cornicula nur im Jahr 738 im Amt und wurde von dem Sohn des zwei Jahre zuvor ermordeten Dogen Orso im Amt beerbt.
Johann Heinrich Zedler erwähnt in Band 14 seiner Allgemeine Staats-, Kriegs-, Kirchen- und Gelehrten-Chronicke von 1745 nur die Namen der Magistri. Inzwischen hatte sich also das Jahr 737 für deren ersten Amtsantritt durchgesetzt, jedoch der Titel war vom Magister militum zum Magister equitum abgewandelt worden. Die Ursache für den Umsturz wird wiederum in der Person des Dogen Orso gesucht, dessen Amt abgeschafft, und zugleich die Macht des neuen Oberhauptes durch das Annuitätsprinzip eingedämmt werden sollte. Ebenfalls mit diesem Titel treten die Magistri equitum im 40. Band von Zedlers Grossem vollständigem Universal Lexicon aller Wissenschaften und Künste auf. Johann Hübners Kurtze Fragen aus der Politischen Historia von 1710 bleibt noch lakonischer, spricht allerdings von einem „INTERREGNUM zu Venedig“, nachdem Orso „massacriret ward“, ein Interregnum, das fünf Jahre anhielt. Diese Tendenz, die Magistri in der Reihe der Herrscher Venedigs wegfallen zu lassen, setzte sich weitgehend durch. Zugleich war Marcellus, der zweite Doge der venezianischen Tradition, der in den zeitnahen Quellen ausschließlich als Magister militum genannt wird, schon länger ohne Begründung in die Reihe der Dogen eingefügt worden. Damit wurden die fünf Jahre der Magistri zur einzigen Unterbrechung in der langen Kette der 120 seitens der neuzeitlichen Historiographie anerkannten Dogen.

### Nationalstaatliche Einordnungsversuche: zwischen Bürgerkrieg und mediterraner Großmachtpolitik
Carlo Antonio Marin hielt die Einsetzung der Magistri militum für einen klugen Schachzug der Volksversammlung zur Beendigung der Anarchie, denn so gelangte die Macht an einen einzigen Mann, wenn auch nur jeweils auf ein Jahr.
Noch stärker wurde die Rolle der Magistri im Rahmen des Nationalstaates umgedeutet. So meinte Giuseppe Cappelletti in seinem der Volksbildung gewidmeten Breve corso di storia di Venezia von 1872, die Nähe der Langobarden habe die venezianische ‚Freiheit‘ und die ‚nationalen Reichtümer‘ („nazionali ricchezze“) bedroht. Bei der zeitlichen Einordnung glaubt Cappelletti, dass die Rückeroberung Ravennas von den Langobarden irgendwann zwischen 726 und 735 stattgefunden habe. 737 ermordeten die Lagunenbewohner schließlich, da sie keinen Dogen über sich dulden wollten, den um Ruhm und Ehre der Nation so verdienten Orso. 738 übernahm demnach „Felice Cornicola“ das Amt, an dessen Existenz sich die Bewohner eingedenk ihrer römischen Abkunft erinnerten, und das sie sogleich einführten. Dieser Amtsinhaber konnte den Frieden in der Lagune sichern.
August Friedrich Gfrörer († 1861) sah in seiner 1872 posthum erschienenen Geschichte Venedigs von seiner Gründung bis zum Jahre 1084 den Magister militum „als vom kaiserlichen Hofe zu Constantinopel eingesetzten Kriegsobersten“ an. Auf Dominicus Leo, der nach ihm bis 738 herrschte, folgte Felix Cornicula, der Deusdedit zurückholte. Andrea Dandolo glaubte, dies sei zur Aussöhnung geschehen, und aus diesem Grunde, und um das Unrecht am Vater wiedergutzumachen, wurde Deusdedit (Diodato) selbst zum Magister erhoben. „Man sieht“, so der Autor, „die Partei Orso's erhob schon wieder ihr Haupt und schnell kam sie empor“ (S. 58). Wie Gfrörer annimmt „erfolgte ein Gegenstoß der byzantinischen Partei“, denn es folgte nun wiederum Jovianus – Indiz ist wiederum der Titel hypatus –, auf den 741 Johannes Fabriciacus folgte (der 742 geblendet wurde) (S. 59).
Nachdem der posthume Herausgeber Dr. Johann Baptist von Weiß dem Übersetzer ins Italienische, Pietro Pinton, untersagt hatte, die Aussagen Gfrörers in der Übersetzung zu annotieren, erschien Pintons italienische Fassung 1883 im Archivio Veneto. Orso sei, da die Chronologie Gfrörers im Widerspruch zu den Quellen stehe, nicht durch byzantinische Intrigen, sondern durch einen innervenezianischen Bürgerkrieg gestürzt worden, so, wie es das Chronicon breve Andrea Dandolos beschreibe. Pinton selbst nahm an, dass die Rückeroberung Ravennas erst um 740 stattgefunden habe (S. 40–42).

### Moderne Forschung
Es bleibt bis heute die Frage offen, auf welcher Seite der erste Magister militum zu sehen sei, auf der byzantinischen oder der „autonomistischen“. Bis in die jüngste Zeit ging nämlich die Forschung von einem Aufstand der venezianischen Führungsschicht aus, die demnach am Ende nicht mehr länger bereit gewesen sei, sich einem Dux zu unterstellen, der über keine nennenswerte Unterstützung des Exarchen von Ravenna mehr verfügt habe. Dementsprechend, so argumentierte 1964 Agostino Pertusi, könne man die jährlich wechselnden Magistri militum als Ergebnis der wachsenden Ambitionen der in Venedig vorherrschenden Gruppen deuten, die Wiederherstellung des Dogats hingegen als Zugewinn der byzantinischen Zentralmacht zu Lasten der lokalen Führungsschicht. Da jedoch Deusdedit als Exponent von Metamaucum und nicht mehr der alten Zentrale Heracleia zu gelten habe, so wurde im Gegensatz dazu angenommen, habe sich einfach die Gruppe der in Malamocco herrschenden Familien gegen die von Heraclea durchgesetzt. Dementsprechend sei mit dem Mord an Orso im Gegenteil zunächst die byzantinische Zentralgewalt in Form der Magistri militum zurückgekehrt, gegen die sich dann Malamocco wehrte, wie Gherardo Ortalli argumentierte. Der Beilegung des Beinamens oder Titels des Iubianus als Hypatus könne daher eine Nähe zur byzantinischen Macht zugrunde liegen. Unklar ist dabei, ob die Magistri venezianische Wurzeln hatten.

### Die Einordnung der Rückeroberung Ravennas in die Zeit derMagistri militum

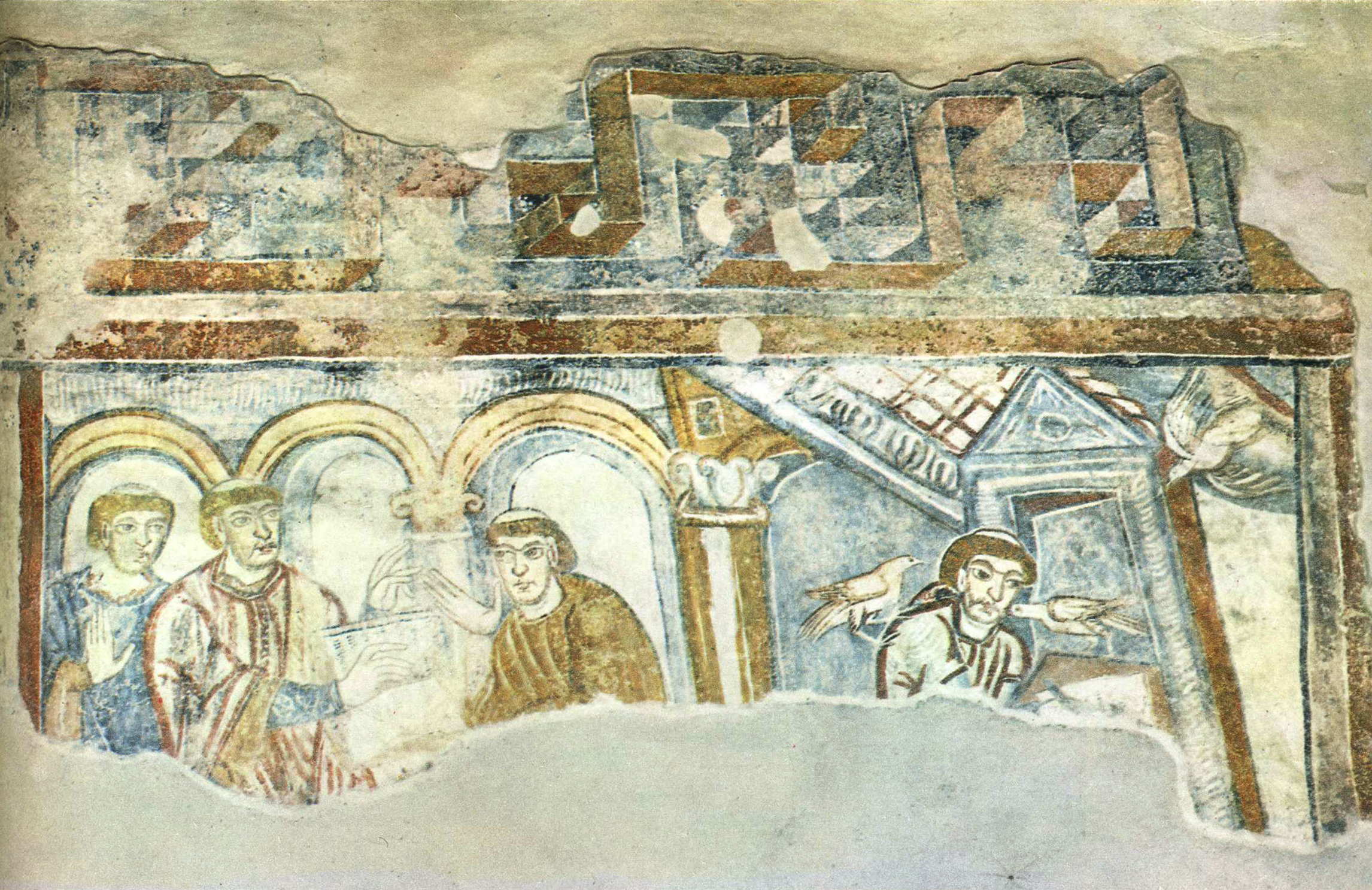
Paulus Diaconus im Gespräch mit Papst Gregor, dessen Vita er verfasste (karolingisches Fresko in der St.-Benediktskirche im Südtiroler Mals, um 825)

Die angedeutete Konfusion hinsichtlich der Datierung der Kämpfe um Ravenna fand Eingang in die moderne Geschichtsschreibung, und zwar wegen eines einzigen Wortes in der Beschreibung der Vorgänge durch Paulus Diaconus, die zeitlich am nächsten liegende Quelle. Dabei handelt es sich um die Bezeichnung des langobardischen Königssohnes im Zusammenhang mit dem Kampf um Ravenna als „regis nepus“. Dies konstatierte 2005 Constantin Zuckerman. Demnach habe Ludo Moritz Hartmann die Ansicht vertreten, dass Hildeprand, der Neffe des Langobardenkönigs, kaum als nepus angesprochen worden wäre, wäre er zur Zeit des Kampfes um Ravenna bereits König gewesen. Da sich aus langobardischen Quellen erschließen lässt, dass Hildeprand im Sommer 735 König wurde, weil man glaubte Liutprand würde bald sterben (was er nicht tat) musste, immer nach Hartmann, Ravenna vor der Krönung, also vor 735, erobert worden sein.
Alle Berichte und Mutmaßungen gehen letztlich auf die kargen Angaben im Geschichtswerk des langobardischen Geschichtsschreibers Paulus Diaconus zurück. Dieser platzierte die Krönung Hildeprands in die Zeit, als die Krönungsbetreiber glaubten, sein Onkel, König Liutprand (der aber erst 744 starb), liege im Sterben (VI, 55). Paulus Diaconus aber räumte dem Neugekrönten in der Folgezeit keinen großen Anteil an der königlichen Macht ein, kontrastierte zudem im Zusammenhang mit dem Verlust Ravennas dessen Gefangennahme mit dem mannhaften (‚viriliter‘) Tod eines anderen Verteidigers der Stadt, eines Vicentiners. Folgt man dieser Logik, so kann aus der Bezeichnung als bloßer nepus keine chronologische Schlussfolgerung mehr gezogen werden.
Eine spätere Datierung des Kampfes um Ravenna auf das Jahr 740 hatte schon Pietro Pinton 1883 und erneut 1893 vorgeschlagen. Er sah die Abfolge der Berichte des Paulus Diaconus als zeitlich korrekt an und sah sie eher im Jahr 740 angesiedelt. Diese zeitliche Einordnung wurde jedoch weitgehend ignoriert. Constantin Zuckerman ordnete die Vorgänge um die Rückeroberung Ravennas in den größeren Zusammenhang der „dunklen Jahrhunderte“ von Byzanz ein und kam 2005 zu dem Ergebnis, dass die Eroberung durch die Venezianer im Herbst 739 stattgefunden haben müsse, und damit zur Zeit des zweiten Magister militum Felix Cornicula.